# هیدروژن پراکسید
هیدروژن پروکساید یا آب‌اکسیژنه (H2O2
) یک اکسنده متداول است که به عنوان سفیدکننده استفاده می‌شود. آب اکسیژنه برای حذف مواد آلی و معدنی که موجب فاسد شدن آب استخر می‌شوند بکار می‌رود. هیدروژن پروکساید ساده‌ترین پروکساید است (پروکسایدها ترکیباتی هستند که دارای یک پیوند یگانه اکسیژن-اکسیژن هستند). آب اکسیژنه خالص H2O2 یک مایع ناروانی است که کمی آبی رنگ می‌باشد و با زحمت زیاد می‌توان آن را تهیه نمود. آب اکسیژنه‌ای که در داروخانه‌ها به اسم آب اکسیژنه رقیق فروخته می‌شود محلولی است از آب اکسیژنه در آب که %۳ آن آب اکسیژنه است، مانند آب بی‌رنگ و بی‌بو است، مزه تلخی دارد و کمی اسیدی است. این مایع اکسیدکننده‌ای قوی است.

## کاربردها
- جراحات

از آب اکسیژنه می‌توان برای شستشو و ضدعفونی جراحات سطحی استفاده نمود. در این صورت فرمول توصیه شده باید حداکثر ۵٪ باشد. تکه ای پنبه را به محلول آغشته کرده و به آرامی روی قسمت آسیب دیده بکشید.
- سفید کردن لباس‌ها

این محلول می‌تواند جایگزین سفید کننده‌های شیمیایی باشد. برای سفید کردن لباس‌ها کافی است یک فنجان آب اکسیژنه را در ظرف آب ریخته و لباس‌ها را در آن خیس کنید. این ماده برای از بین بردن لکه خون بسیار مؤثر و فوری است.
- درمان قارچ‌های پا

برای درمان مشکلات قارچی مکرر پاها و انگشتان توصیه می‌شود از محلولی به نسبت نصف آب اکسیژنه و نصف آب استفاده گردد. شب‌ها چند دقیقه ای پاها را در این محلول خیس کرده و سپس کاملاً خشک کنید.
- شستشوی دهان و لثه‌ها

استفاده از آب اکسیژنه به عنوان محلول شستشوی دهان و دندان‌ها بسیار مؤثر و مقرون به صرفه است. البته باید مراقب بود که بلعیده نشود زیرا ممکن است تحریکات داخلی ایجاد کند. علاوه بر خواص پاک کنندگی و ضدعفونی کنندگی دهان، آب اکسیژنه می‌تواند به درمان مؤثر التهابات لثه و عفونت‌های گلو نیز کمک کند. برای رفع التهابات توصیه می‌شود از حالت خالص آن استفاده کرد اما در صورت غرغره کردن باید با نصف مقدار آب مخلوط شده و چند ثانیه بیشتر طول نکشد.
- سفید کردن دندان‌ها

اگر از آب اکسیژنه به عنوان محلول شستشوی دهان مرتب استفاده کنید متوجه خواهید شد که به مرور زمان دندان‌های شما سفیدتر از قبل شده‌است.
- بهبود لکه‌های پوستی

آب اکسیژنه برای از بین بردن لکه‌های پوستی عالی است. برای مشاهده تأثیر آن باید به‌طور مرتب طی دو هفته استفاده شود. توصیه می‌شود به کمک پنبه آغشته به آن روی لکه‌های پوستی البته به جز اطراف کشیده شود زیرا ممکن است تحریکاتی در پی داشته باشد.
- نظافت منزل

۵۰ میلی لیتر آب اکسیژنه ۳٪ را در مایع ظرفشویی معمول بریزید و تأثیر فوق‌العاده آن در تمیزی ظرف‌ها را ببینید. برای تمیز کردن تخته گوشت و از بین بردن باکتری‌های آن مخلوطی از آب اکسیژنه ۳٪ را با مقدار مساوی سرکه تهیه نمایید. همچنین برای نظافت و ضدعفونی کردن حمام و سرویس بهداشتی این نوع آب اکسیژنه را با مقدار مساوی آب مخلوط کرده و استفاده نمایید.
- درخشندگی موها

بسیاری از محصولات مراقبت از موها حاوی آب اکسیژنه هستند. شما هم می‌توانید در منزل محلولی آماده کنید که به درخشندگی موها کمک کند. ۵۰٪ آب اکسیژنه ۳٪ را با این مقدار آب مخلوط کرده و آن را در اسپری بریزید. آن را روی موهای خیس بپاشید و و مانند معمول شانه بزنید. درخشندگی موها به تدریج دیده می‌شود. مقدار بیش از حد استفاده نکنید زیرا ممکن است تأثیر نه چندان مطلوبی داشته باشد.

## بازیافت کاغذ
آب اکسیژنه در بازیافت کاغذ نقش مؤثری دارد و سفید کردن کاغذهای بازیافتی در برخی از کارخانه‌های بازیافت کاغذ بر عهده هیدروژن پراکسید است.

## سوخت موشک
در ارتفاعات زیاد به دلیل رقیق بودن اکسیژن موشک‌ها نمی‌توانند از اکسیژن استفاده کنند برای همین اکثر موشک ها یک مخزن آب اکسیژنه دارند تا بتوانند از اکسیژن آن استفاده کنند.

## خصوصیات آب اکسیژنه
به مرور آب اکسیژنه تجزیه و تبدیل به آب و اکسیژن می‌گردد. این عمل تجزیه در محیط بازی سریعتر و در محیط اسیدی کندتر از محیط خنثی صورت می‌گیرد.
همچنین در نور یا گرما تجزیه می‌شود بنابراین باید در ظرف کدر و دور از گرما نگهداری شود.
اگر مدت مدیدی آب اکسیژنه را انبار کنند، ممکن است کاملاً تجزیه و تبدیل به آب گردد. بر اثر گرد بعضی اجسام عمل تخریب آب اکسیژنه تسریع می‌گردد مانند گرد دی‌اکسید منگنز و گرد فلزات.
اگر بر روی محلول آب قدری از اجسام پایدارکننده مانند اسید فسفریک، اوره، اسید بنزوئیک و نظیر آن‌ها بیفزایند، عمل تخریب بسیار کند می‌گردد. آب اکسیژنه اثر میکروب کشی، بوبری و سفیدکنندگی دارد چنان‌که اگر یک تکه کالباس قرمز را درون ظرف محتوی آب اکسیژنه قرار دهیم پس از چند روز محتویات ظرف کاملاً بی‌بو است و بوی گندیده نمی‌دهد. آب اکسیژنه رنگها را نیز تخریب می‌کند به همین دلیل تکه کالباس درون ظرف بعد از مدتی بی‌رنگ می‌شود.

## موارد استعمال آب اکسیژنه
لکه، خون، قهوه و غیره را هم می‌توان به وسیلهٔ آب اکسیژنه پاک نمود. محلول غلیظ H2O2 به عنوان یک اکسیدان برای سوخت موشک‌ها نیز مورد استفاده قرار می‌گیرد. برخی از خمیر دندانها و سایر اجسامی که برای پاک کردن دندانها بکار می‌رود در موقع استعمال تولید آب اکسیژنه می‌کنند و اکسیژن این آب اکسیژنه دندان را سفید می‌نماید.
آب اکسیژنه در بی‌رنگ کردن شاخ، پشم گوسفند، پنبه، کتان، کنف، کاه، چوب، کاغذ، روغن، چربی، واکس، صابون، ابریشم، عاج، پر و غیره بکار می‌رود. رنگ بعضی لکه‌های صورت را هم آب اکسیژنه تخریب می‌کند. اگر موی سیاه را پس از شستن با کربنات سدیم (تا چربی آن برطرف شود) در محلول آب اکسیژنه بگذارند به رنگ روشن در می‌آید. اگر موی سیاه سر را با مخلوطی از ۱۰۰ گرم آب اکسیژنه ۳۰٪ و چهار قطره محلول ۲۵٪ آمونیاک تر نمایند و پس از ۱۰ تا ۲۰ دقیقه با آب خالص و سپس با محلول اسید استیک‌دار بشویند، بور مایل به قرمز می‌شود.
وجود آمونیاک از این جهت لازم است که آب اکسیژنه در حضور قلیاییها سریعتر اکسیژن می‌دهد و در نتیجه موها تندتر بور می‌شوند. مصرف مکرر آب اکسیژنه برای مو مضر است زیرا که مو را شکننده می‌نماید. در جنگ جهانی دوم آب اکسیژنه ۸۵٪برای اکسیداسیون سریع الکل در زیر دریاییها و موشک‌ها مصرف می‌کردند.
هیدروژن پراکسید در سلول‌های جانوری و گیاهی نیز تولید می‌شود، در اندامکی به نام پراکسی زوم، چون پراکسید هیدروژن تولید شده ماده‌ای سمی است توسط آنزیم کاتالاز به سرعت بسیار بالا به آب H2O و اکسیژن O2 تجزیه می‌شود تاهم سمی‌بودن آن از بین برود و هم به لیپیدهای تولید شده توسط اندامک شبکه آندوپلاسمی آسیبی نرساند.

## کاربرد در پزشکی

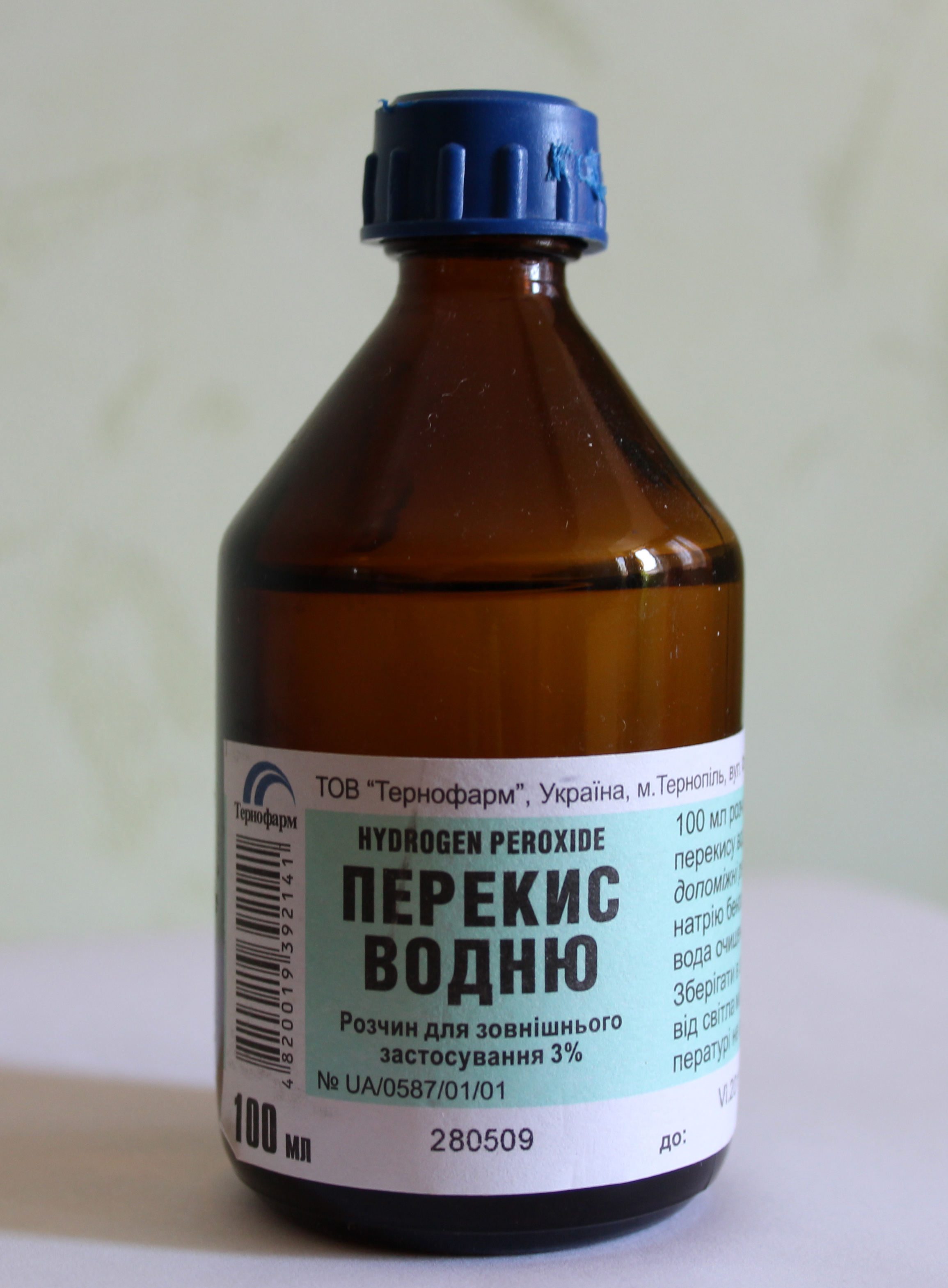
آب اکسیژنه

آب اکسیژنه در گذشته به دلیل خاصیت ضدعفونی‌کننده آن در پانسمان زخمهای عفونی استفاده می‌شد ولی امروزه به دلیل آسیبی که به بافت‌های مجاور وارد می‌کند دیگر در پانسمان استفاده نمی‌شود و فقط گاه برای ضدعفونی لوازم یا سطوح استفاده می‌شود. از آنجایی که آب اکسیژنه بوبر است گاه در درمان زخمهای بدبو مورد استعمال قرار می‌گیرد. در قرصهای اریتزون ۳۶٪ آب اکسیژنه به ۶۴٪ اوره متصل است و چون این قرصها را در دهان بگذارند، اکسیژن می‌دهد. پس هم میکروبهای دهان را می‌کشد و هم دندانها را سفید می‌نماید. آب اکسیژن رقیق را برای قرقره کردن هم بکار می‌برند. ,و در ساختن داروهای سرما خوردگی تأثیر دارد.

## کاربرد در بهداشت استخرها
آب اکسیژنه برای حذف مواد آلی و معدنی که موجب فاسد شدن آب استخر می‌شوند بکار می‌رود. تزریق این عنصر قبل از دستگاه UV باعث ایجاد رادیکالهای OH می‌شود که بیش از چند ثانیه در دسترس نمی‌باشند و در این مدت با خاصیت شدید اکسیدکنندگی خود، مواد باقی‌مانده آلی و معدنی را تجزیه می‌کند. بدین ترتیب نیاز به تعویض آب استخرها کاهش می‌یابد.
در صورتی که از آب اکسیژنه در آب استخرها استفاده شود دارای مزایا به شرح زیر است:
1. آب اکسیژنه موجود در آب با دوز صحیح، برای شناگر غیرقابل تشخیص است.
2. با آب به خوبی مخلوط می‌شود، غیر فرار است و تا زمان اکسید کردن مواد آلی در آب باقی می‌ماند.
3. خالص است و ایجاد املاح نمی‌کند.
4. خورنده نیست و در نتیجه به تجهیزات و تأسیسات آسیب نمی‌رساند.
5. ایجاد کف نمی‌کند، بی‌بو و بی طعم است.
6. غیر سمی است
7. ایجاد رسوب نکرده و در نتیجه آب کاملاً شفاف می‌ماند.

## تاریخچه آب اکسیژنه
دانشمند فرانسوی به نام لوئی آگوست تنارد این ترکیب را در سال ۱۸۱۸ کشف کرد. H2O2، به راحتی به آب و اکسیژن تجزیه می شود : (با تجزیه شدن در دو قسمت بسیار واکنش پذیر – ۲OH یا H و HO2)
۲H2O2   →_→   ۲ H2 + O2
اگر هیچ مولکول دیگری برای واکنش وجود نداشته باشد، آب و اکسیژن با هم مولکول اصلی H2O2 را تشکیل می دهند. به طور کلی، پراکسید هیدروژن حاوی ترکیبی از دو اتم هیدروژن و دو اتم اکسیژن است. این ماده تجاری در مکان های زیر یافت می شود.
- *پر اکسید هیدروژن با غلظت های بسیار کم در محیط یافت می شود.
- *مقدار کمی از H2O2 در آب یافت می شود.
- *پر اکسید هیدروژن گازی از طریق واکنش های شیمیایی در جو اطراف زمین تولید می شود.

## شناسایی آب اکسیژنه
در یک لوله آزمایشی که قبلاً چند سانتی‌متر مکعب محلول بی‌کرمات پتاسیم و قدری اسید سولفوریک رقیق ریخته‌ایم آب اکسیژنه می‌افزاییم در نتیجه رنگ آبی تند که بعداً تبدیل به سبز می‌شود، ظاهر می‌گردد. به همین طریق می‌توان وجود آب اکسیژنه را در اریتزون ثابت نمود.

## تهیه آب اکسیژنه در صنعت با روش خود اکسایش
در این فرایند یکی از مشتقات آتراکینون مانند ۲-اتیل انتراکوینون بر اثر واکنش با هیدروژن در مجاورت کاتالیزور پالادیوم به آنتراهیدروکینون تبدیل می‌شود. با عبور هوا از ماده اخیر، محلول پراکسید هیدروژن ۲۰ درصد وزنی بدست می‌آید.

## درجه بندی محلول هیدروژن پراکسید (آب اکسیژنه)
هیدروژن پراکسید (آب اکسیژنه) را با توجه به نیازهای متفاوت آن در صنایع مختلف، به چند دسته تقسیم‌بندی می‌کنند:

### غلظت دارویی (Pharmaceutical Grade) – هیدروژن پراکسید ۳ درصد
این محلول را می‌توان از داروخانه ها خرید و برای تمیز کردن زخم‌ها و ضد عفونی لوازم خانه استفاده کرد. این محلول به‌ طور کلی حاوی تثبیت کننده است. همچنین از ترکیب آب اکسیژنه ۳ درصد، اوره، بنزالکونیوم‌کلراید در آب‌دیونیزه به عنوان محلول ضدعفونی کنندهٔ دست و سطوح استفاده می‌شود.

### غلظت آرایشگری‌ (Beautician Grade) – غلظت معمولاً ۳ تا ۱۲ درصد
این محلول را به عنوان سفید کننده و تقویت کننده مو به کار برده می‌شود.

### غلظت آزمایشگاهی (Reagent Grade) – غلظت معمولاً 37 درصد
این محلول در آزمایش‌های علمی، تحقیقاتی، و پژوهشی استفاده می‌شود. از آن جایی که حاوی لرزش‌گیر است، در واکنش‌های مختلف شیمیایی استفاده می‌شود.

درجه های دیگر را نیز می‌توانید در قسمت منابع مشاهده کنید.

## آب اکسیژنه همان وایتکس است ؟
آب اکسیژنه (هیدروژن پراکسید، H₂O₂) و وایتکس (هیپوکلریت سدیم، NaOCl) هر دو مواد ضدعفونی کننده و اکسیدکننده هستند. اما ترکیب شیمیایی و کاربردهای هر کدام متفاوت است. هیدروژن پراکساید عمدتاً برای ضدعفونی کردن زخم (غلظت ۳%)، سفید کردن مو و دندان و مصارف صنعتی مورد استفاده قرار می گیرد. اما وایتکس بیشتر در ضدعفونی سطوح، سفید کردن لباس‌ و گندزدایی استفاده می شود. به هیچ عنوان نباید این دو ماده را جایگزطین یکدیگر کنید. زیرا هر کدام واکنش شیمیایی خاص خود و خطراتی دارند. هیپوکلریت سدیم، ماده ای سمی است و بخارات خطرناک دارد. ولی آب اکسیژن در غلظت‌ بالا سبب سوختگی می شود.